# گریگوری روشال
گریگوری روشال (انگلیسی: Grigori Roshal؛ ۲۱ اکتبر ۱۸۹۹ – ۱۱ ژانویهٔ ۱۹۸۳) کارگردان، و فیلم‌نامه‌نویس اهل امپراتوری روسیه بود.
وی بابت آثارش، برندهٔ جوایز گوناگونی چون جایزه هنرمند مردمی اتحاد جماهیر شوروی شده است.

## گزیدهٔ آثار
- سالی به درازای زندگی (۱۹۶۶)
- خواهران (۱۹۵۷)
- ریمسکی-کورساکف (۱۹۵۲)
- موسورگسکی (۱۹۵۰)
- ایوان پاولف (۱۹۴۹)